# Olivér Mihók
Olivér Mihók (* 23. Juni 1993 in Budapest) ist ein ungarischer Schachgroßmeister, der in seiner Kindheit dem deutschen Nachwuchskader angehörte.

## Werdegang
Im Jahre 1998 lernte Olivér Mihók im Alter von vier Jahren das Schachspiel von seinem Vater László Mihók, der im Schach den Titel eines FIDE-Meisters trägt und bereits viele Jahre im ungarischen Schachnachwuchsbereich als Trainer fungierte. Olivér lebte zu dieser Zeit mit seinen Eltern in Neuruppin, da sein Vater als Bauingenieur in Brandenburg arbeitete. Gleich zu Beginn zeigte sich Olivérs schachliche Begabung und László Mihók entschloss sich, seinen Sohn zu trainieren. Noch im gleichen Jahr nahm Olivér an seinem ersten Schachturnier in Berlin teil, wo er den 14. Platz unter 31 Teilnehmern erreichte.
Einen ersten größeren Erfolg erzielte Olivér Mihók, als er 2001 die erste inoffizielle deutsche U8-Meisterschaft gewann, die vom Sächsischen Landesverband ausgetragen wurde. Zu dieser Zeit gehörte er dem Berliner Schachclub (BSC) Rehberge an, für den auch sein Vater spielte. 2002 gewann er die Berliner U10-Meisterschaft.
Wegen der besseren Jugendförderung wechselte Olivér Mihók anschließend zum Brandenburger Schachverein SV Glück auf Rüdersdorf. 2003 wurde er Zweiter bei den deutschen U10-Einzelmeisterschaften und qualifizierte sich damit für die Jugendschacheuropameisterschaften in Budva/Montenegro, wo er einen guten 8. Platz erreichte. Zu Beginn des folgenden Jahres, im Februar 2004, belegte der zehnjährige Olivér Mihók beim Zuzmara-Open im nordungarischen Aggtelek den 14. Platz und schlug dabei in der ersten Runde mit Andras Meszaros zum ersten Mal einen Internationaler Meister. Im Sommer 2004 belegte er in Willingen bei den deutschen Jugend-Einzelmeisterschaften in der Klasse U12 den 15. Platz. Noch im gleichen Jahr gewann er im österreichischen Mureck die U12 Altersklasse der European Union Youth Championship, erreichte bei den Jugendweltmeisterschaften in Chersonissos/Kreta in der Altersklasse U12 einen geteilten 7.–15. Platz, zusammen mit Spielern wie Fabiano Caruana und Wesley So, und kehrte mit seinen Eltern nach Budapest zurück.
In den Jahren 2005 und 2006 gewann er die ungarischen Einzelmeisterschaften in den Altersklassen U12 und U14. 2007 holte er mit der ungarischen Mannschaft in der Altersklasse U16 bei der Jugendschacholympiade in Singapur die Silbermedaille. Im gleichen Jahr wurde ihm im Alter von 14 Jahren der FIDE-Meistertitel verliehen. Bei den Mannschaftseuropameisterschaften der U18 2008 und 2009 gewann er als Mitglied der zweiten bzw. ersten ungarischen Mannschaft eine Bronze- und eine Goldmedaille. Nach zwei erreichten IM-Normen – eine beim First Saturday April IM B – Turnier 2007 in Budapest und eine bei den Schacheuropameisterschaften 2010 in Rijeka – und dem Überschreiten der 2400 Elo-Marke wurde Olivér Mihók 2010 der Titel eines Internationalen Meisters verliehen.
Bei seinem Sieg beim First Saturday-Turnier 1. Borloy Androvitzky Karoly Memorial GM Aug 2010 mit 8,5 Punten aus 11 Partien erfüllte Olivér Mihók seine erste Großmeisternorm. Seine zweite Großmeisternorm erreichte er 2014, als er im 31. Internationalen Böblinger Open mit 7 von möglichen 9 Punkten den ersten Platz belegte. Die dritte und letzte Normerfüllung gelang ihm mit dem Sieg beim Turnier Chess in Kecskemet im August 2015 mit wiederum 7 Punkten aus 9 Partien. Basierend auf diesen Ergebnissen wurde ihm beim 86. Internationalen FIDE-Kongress im September 2015 in Abu Dhabi der Großmeistertitel verliehen.
Seit 2021 ist Mihók mit Barbara Mihók-Juhász (geb. Juhász) verheiratet, die den Titel einer Internationalen Meisterin der Frauen (WIM) trägt.

## Mannschaftswettkämpfe

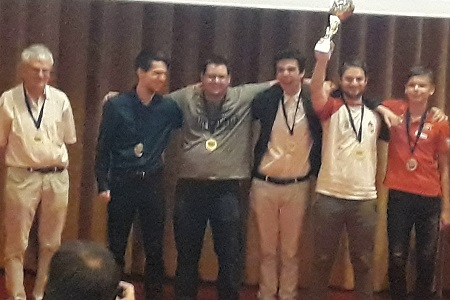
Ungarn gewinnt Mitropapokal 2019

In der höchsten ungarischen Spielklasse, der NB I. Szabó László csoport, spielte Mihók in der Saison 2006/07 für Csuti Antal SK Zalaegerszeg, in der Saison 2007/08 für Aquaprofit NTSK und gehört seit 2008 der Mannschaft von Makói Spartacus Vasas Sportegyesület an. Olivér Mihók spielte bisher zwei Spielzeiten in der 1. deutschen Schachbundesliga: In der Saison 2011/2012 erreichte er mit den Schachfreunden Berlin 1903 einen Mittelfeldplatz, wurde aber insgesamt nur in zwei Begegnungen eingesetzt. In der Saison 2015/2016 spielte er für den Aufsteiger Erfurter SK und holte dabei 3,5 Punkte aus 11 Partien. In der österreichischen Bundesliga spielte er in den Saisons 2009/10 und 2012/13 für den SK Husek Wien, in der slowakischen Extraliga in der Saison 2012/13 für NŠK Nitra und seit 2017 für den ŠK AQUAMARIN Podhájska. In der belgischen Interclubs spielte Mihók in der Saison 2019/20 für den KSK Rochade Eupen-Kelmis.
Im Juni 2019 gewann er zusammen mit seinem ungarischen Team den Mitropapokal in Radenci.

## Liste der Turnierergebnisse
| Turnier                                                        | Jahr | Ort          | Ergebnis/Punktezahl | Rang       | Anmerkung                                   |
| -------------------------------------------------------------- | ---- | ------------ | ------------------- | ---------- | ------------------------------------------- |
| Deutsche Jugend-Einzelmeisterschaften U10                      | 2003 | Willingen    | 9/11 (+8 =2 −1)     | 2. Platz   |                                             |
| European Union Youth Championship U10                          | 2003 | Budva        | 6/9 (+5 =2 −2)      | 8. Platz   |                                             |
| Landesmeisterschaften Brandenburg                              | 2003 | Guben        | 0/3 (+0 =0 −3)*     | 21. Platz  | * nur Partien gegen Spieler mit FIDE-Rating |
| Deutsche Jugend-Einzelmeisterschaften U12                      | 2004 | Willingen    | 7/11 (+5 =4 −2)     | 2. Platz   |                                             |
| European Union Youth Championship U12                          | 2004 | Mureck       | 7,5/9 (+7 =1 −1)    | 1. Platz   |                                             |
| World Youth Chess Championships 2004 U12                       | 2004 | Chersonissos | 7,5/11 (+7 =1 −3)   | 15. Platz  |                                             |
| First Saturday April IM B                                      | 2007 | Budapest     | 7,5/9 (+6 =3 −0)    | 1. Platz   | 1. IM-Norm                                  |
| 11th European Individual Chess Championship                    | 2010 | Rijeka       | 5,5/11 (+5 =1 −5)   | 227. Platz | 2. IM-Norm                                  |
| First Saturday - 1st Borloy Androvitzky Karoly Memorial GM Aug | 2010 | Budapest     | 8,5/11 (+7 =3 −1)   | 1. Platz   | 1. GM-Norm                                  |
| 31. Internationales Böblinger Open                             | 2014 | Böblingen    | 7/9 (+5 =4 −0)      | 1. Platz   | 2. GM-Norm                                  |
| Chess in Kecskemet GM Aug                                      | 2015 | Kecskemét    | 7/9 (+5 =4 −0)      | 1. Platz   | 3. GM-Norm                                  |
| Budapest Spring Festival                                       | 2017 | Budapest     | 6/9 (+4 =4 −1)      | 20. Platz  |                                             |
| 12. Internationales Bad Ragazer Oster-Open                     | 2017 | Bad Ragaz    | 6/7 (+5 =2 −0)      | 2. Platz   |                                             |
| Gyula Sax Memorial - 36th Zalakaros Chess Festival             | 2017 | Zalakaros    | 5,5/9 (+4 =3 −2)*   | 20. Platz  | * Ein Sieg kampflos in der ersten Runde     |

## Werke
- László Mihók, Olivér Mihók: Pawn Dynamics. Possum Kft., 2016, ISBN 978-963-89135-5-5.